# Canone perpetuo
Un canone perpetuo, anche canone infinito, canone circolare o rota (in inglese round, latino canon perpetuus) è un tipo di canone, una composizione musicale in cui due o più voci cantano esattamente uguali melodie (e possono continuare a ripeterle all'infinito), ma con ogni voce che inizia in momenti diversi in modo che le diverse parti della melodia coincidano nelle diverse voci e tuttavia si fondano insieme armoniosamente.
Questa è una delle forme più facili di canto a più voci, poiché una sola melodia viene cantata da tutte le voci, e fa parte della tradizione della musicale popolare. "Row, Row, Row Your Boat" è un noto canone perpetuo per bambini a 4 voci, come anche "Fra Martino", "London's Burning" e "Three Blind Mice". 
Non tutti i "round" sono rime per bambini. Compositori di musiche serie come  Thomas Arne, John Blow, William Byrd, Henry Purcell e Louis Hardin hanno scritto canoni perpetui.
Anche il catch è un "round" in cui una frase, che apparentemente non è presente in un singolo verso cantato da ogni voce, emerge quando lo stesso viene cantato dalle singole voci con entrata in tempi differenti. Erano particolarmente eseguiti nei club in cui si univa il canto dilettante al bere vino in allegria (The Aldrich Book of Catches (1989) , pp 8–22, particolarmente a p 21: "Catch-singing is unthinkable without a supply of liquor to hand..."). In alcuni casi il catch può assumere contorni osceni, come in quello del I conte di Mornington del 1774, "See the bowl sparkles", in cui, alle battute 5-8, le differenti voci cantano e tengono, successivamente, le parole "see", "you", "end" e "tea" che sono innocue nel contesto di ogni singola parte ma che chiaramente danno "cunt" (fica) durante l'esecuzione (n. 200 in The Aldrich Book of Catches (1989)).

## Storia
Il più antico "round" superstite in lingua inglese è "Sumer Is Icumen In", per 4 voci, più 2 voci basse cantanti in ostinato (ovvero, parti ripetute in continuazione), anch'esse in canone. Il primo "round" pubblicato in inglese venne edito da Thomas Ravenscroft nel 1690. "Three Blind Mice" compare in questa collezione, anche se in forma leggermente diversa da quella cantata dai bambini di oggi:
Three Blinde Mice,
three Blinde Mice,
Dame Iulian,
Dame Iulian,
The Miller and his merry olde Wife,
shee scrapte her tripe licke thou the knife.
Molti dei "round" stampati da Ravenscroft sono presenti anche nel manoscritto del 1580 (KC 1), e diversi sono anche menzionati nelle opere di Shakespeare, da cui si evince che queste canzonette dovevano essere state molto popolari in quel tempo.